# 福建省工商业联合会
福建省工商业联合会，简称福建省工商联，同时称福建省总商会，是中国共产党领导的、福建省工商界组成的统战性、经济性、民间性的人民团体和商会组织。